# Algernon Sydney

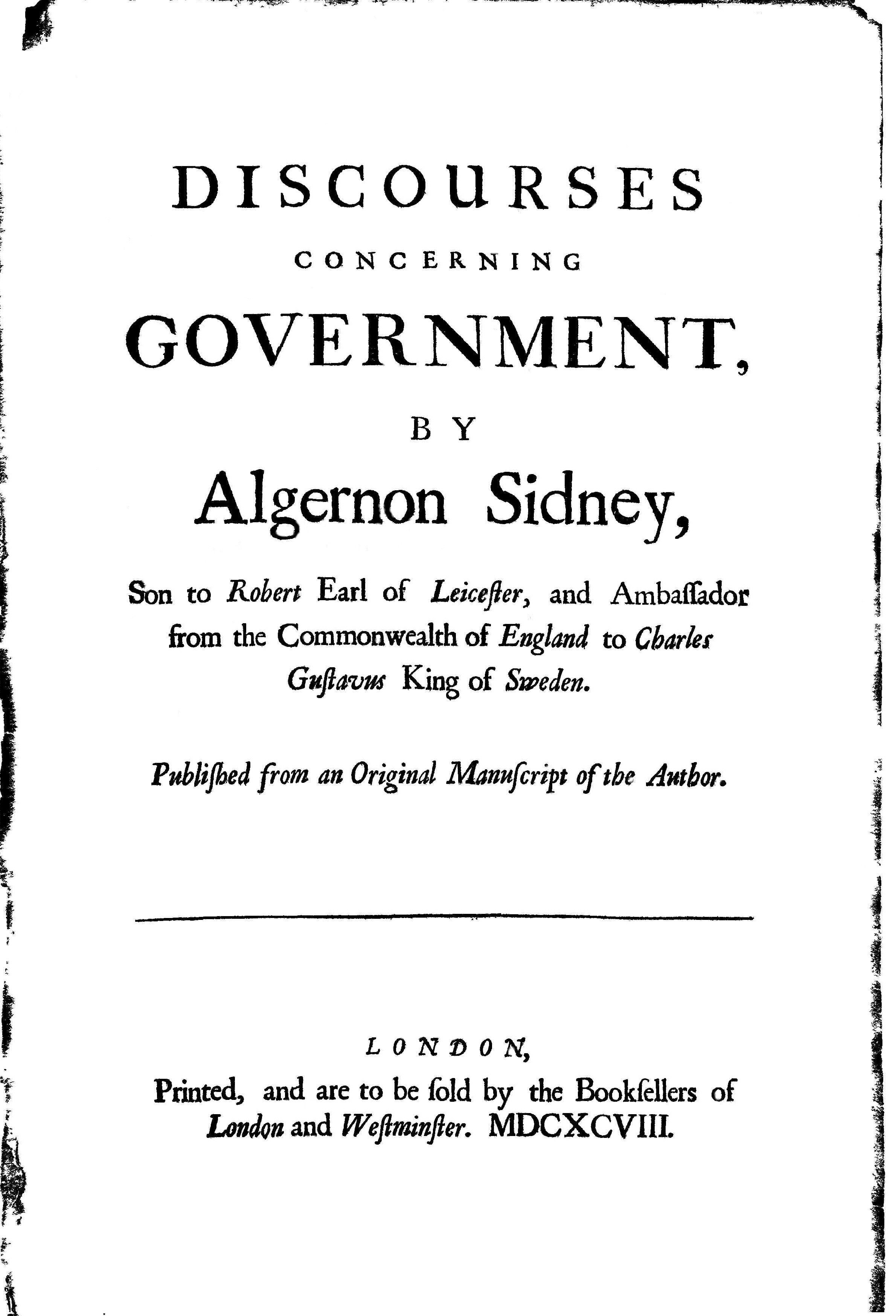
Tytułowa strona Discourses concerning government z 1698

 Algernon Sydney lub Sidney (ur. 15 stycznia 1623, zm. 7 grudnia 1683) – angielski szlachcic, polityk i teoretyk polityczny, przeciwnik króla Karola II Stuarta. Młodszy syn Roberta Sidneya, 2. hrabiego Leicester, i Dorothy Percy, córki 9. hrabiego Northumberland. Brat Philipa, 3. hrabiego Leicester, i Henry’ego, 1. hrabiego Romney.

## Życiorys
Prawdopodobnie urodził się w Penshurst Place w Kencie. Tam też się wychowywał. Towarzyszył ojcu w podróżach do Danii, Francji i Rzymu. Sprzeciwiał się absolutystycznej polityce Karola I. Podczas wojny domowej walczył po stronie Parlamentu. W latach 1648–1651 był lordem strażnikiem Pięciu Portów. W 1649 r. głosował przeciw egzekucji Karola I. Był kochankiem Lucy Walter, późniejszej kochanki Karola II. Protestował przeciwko absolutystycznej polityce Olivera Cromwella. W 1653 r. zrezygnował z miejsca w Parlamencie.
Jako zadeklarowany republikanin po restauracji monarchii w 1660 r. zamieszkał za granicą. W połowie lat 60. prowadził negocjacje w sprawie francuskiego i holenderskiego wsparcia dla republikańskiej inwazji na Anglię. Do Anglii powrócił w 1677 r. i od razu zaangażował się w działalność przeciwko polityce króla Karola II. Kiedy w 1681 r. Karol rozwiązał ostatni parlament za swojego panowania, Sydney i lord Shaftesbury zaczęli spiskować przeciwko tyranii, opierającej się na „sile pozbawionej autorytetu”. Możliwe, że Sydney był zamieszany w spisek Rye House, który miał na celu zabicie Karola II i jego brata, jednak nie ma na to mocnych dowodów.
Sydney został jednak oskarżony o udział w spisku. Przeciwko niemu wykorzystano jego pisma polityczne i skazano na śmierć za zdradę monarchii. Egzekucji dokonano 7 grudnia 1683 r. Wstępując na szafot Sydney powiedział: Żyjemy w czasach, które prawdę zmieniają w zdradę.
Jego imię nosi Hampden-Sydney College w stanie Wirginia. Szkoła została nazwana na jego cześć, gdyż poglądy Sydneya wywarły wielki wpływ na późniejszych myślicieli amerykańskich.

## Dzieła Sydneya
- Discourses concerning government, napisany w 1680
- Discourses
- Apology in the Day of His Death
- The Administration and the Opposition. Addressed to the Citizens of New-Hampshire
- Court Maxims, pisany na wygnaniu w latach 1665–1666